# Famille de Nerestang
 (octobre 2020).
La Maison de Nerestang (ou Nérestang), en latin de Nigro Stanno, originaire d'Auvergne et établie en Velay, a produit plusieurs grands hommes. C'est une maison éteinte qui faisait remonter sa noblesse au XIe siècle.

## Historique
La famille est originaire de Haute-Auvergne (Cantal) ; elle essaima en Forez et en Velay (Haute-Loire).
Philibert de Nérestang acquit en 1600 la baronnie de Saint-Didier (baronnie des États du Velay), puis les seigneuries d'Aurec, d'Auriol (la tour d'Oriol, à Aurec), Saint-Ferréol, la Chapelle, Entremont. Ces terres furent érigées en marquisat de Nérestang par lettres patentes du 20 juillet 1619.

## Personnalités

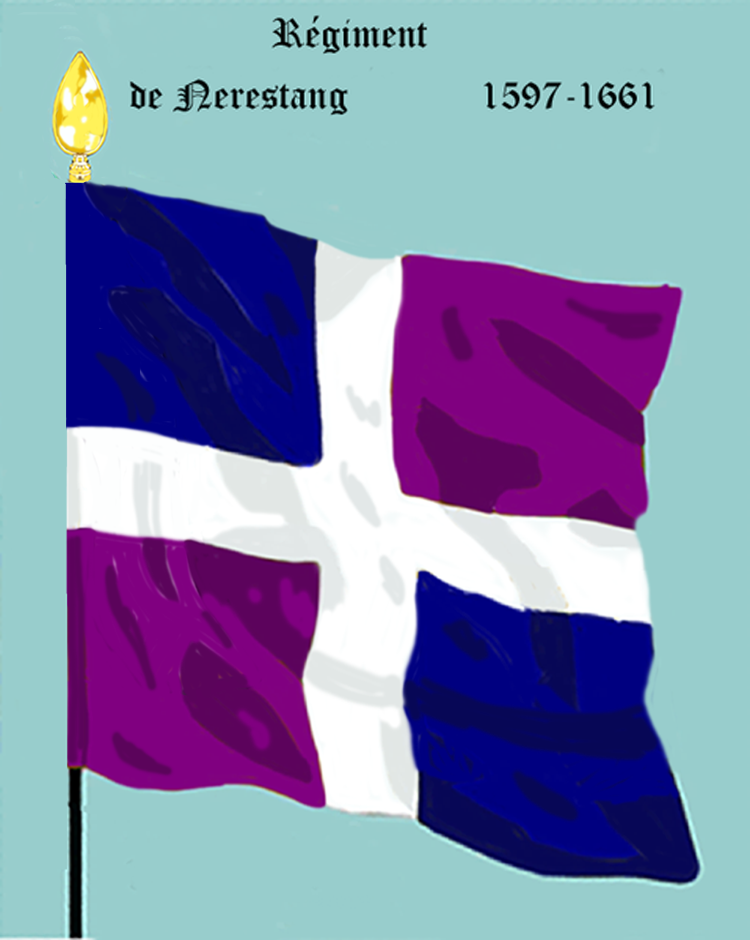
Drapeau du régiment de Nerestang de 1597 à 1661

- Philippe de Nerestang, se signale dans les armées de Simon de Montfort lors de la croisade contre les Albigeois.
- Jean de Nerestang, nommé gouverneur de Lavaur en raison de ses exploits militaires.
- Étienne de Nerestang, obtient, au XIIIe siècle, l'office de Grand-Bailli de la Haute-Auvergne, dignité que ses descendants ont possédée pendant plus de trois siècles.
- Antoine de Nerestang, tué en 1577 au siège d'Issoire, lors la sixième guerre de religion, alors qu'il était accouru pour aider Louis de Nevers à prendre la ville.
  - Philibert de Nerestang, officier.

Le roi Henri IV lui conféra en 1608 la grande maîtrise de l'ordre de Saint-Lazare et de Notre-Dame du Mont-Carmel et le nomma capitaine de la Première Compagnie de ses Gardes du corps, dite Compagnie écossaise.

Il créa, le 6 mars 1597, le régiment de Nerestang, dont il fut le colonel. Il fut le premier marquis de Nérestang en 1619. Il mourut le 30 août 1620, des suites d'une blessure reçue lors de la bataille des Ponts-de-Cé, alors qu'il commandait une partie de l'armée sous les ordres de Louis XIII. Il fut inhumé au couvent des Carmes déchaussés de Lyon, qu'il avait fondé avec sa mère.
Le couvent des Carmes de la rue de Vaugirard à Paris fut la maison mère de nombreux autres carmels en France et à l'étranger, dont deux à Bordeaux et un à Lyon acquis en 1618: « Philibert de Nérestang se rendit acquéreur de la recluserie et des terrains avoisinants, et en fit don aux Carmes déchaussés, avec une rente pour l'entretien de huit religieux qui s'y établirent ».
- Françoise de Nérestang, fille de Philibert, abbesse de l'abbaye de La Bénisson-Dieu.
- Claude de Nérestang, 2e marquis de Nérestang

fils de Philibert et de Cécile d'Arènes, dame de Chaponod. Il fut reçu deuxième grand maître de l'ordre de Saint-Lazare de Jérusalem. Après s'être signalé en diverses occasions, particulièrement au siège de Casal (Casale Monferrato),  il fut tué le 2 août 1639 devant Turin.
- Charles de Nérestang (1626 ?-1644)

Charles de Nérestang, fils ainé de Claude et d'Ennemonde de Harlay, 3e marquis de Nérestang, fut reçu à la mort de son père troisième grand maître de l'ordre de Saint-Lazare de Jérusalem, quoiqu'il n'eut que 14 ans.

Il mourut à Lyon de blessures reçues en Catalogne, âgé de 18 ans.
- (Charles)-Achille de Nérestang (1634-1705)

Achille de Nérestang, second fils de Claude et 4e marquis, succéda à son frère en tant que quatrième grand maître de l'ordre de Saint-Lazare de Jérusalem. Il se démit de cette dignité entre les mains du roi en 1673 au profit de Louvois, moyennant 330 000 livres d'indemnité. Il se ruina en entreprises (maritimes et financières), en acquisitions (Cornillon, Saint-Victor-sur-Loire) et autres dépenses somptuaires.
Il avait épousé Françoise de Gravé, fille de Jean, un riche traitant (belle-sœur de Félix de Galléan de Gadagne) et de Françoise Godet des Marais ; laquelle se remaria en 1661 à Antoine de Brouilly, marquis de Piennes, dont une fille, la comtesse de Châtillon.
- Louis-Achille de Nérestang (1673-1733)

Fils de (Charles) Achille et de Françoise de Gravé et 5e marquis de Nérestang, il fut capitaine de cavalerie puis brigadier de gendarmerie des armées du Roi (7 octobre 1719). Il hérita la même année de sa tante maternelle le duché pontifical de Gadagne au Comtat-Venaissin, dont il porta le titre.
 
Il mourut à Paris (Saint-Roch) le 7 février 1733, sans alliance, dernier de sa maison. Son héritière fut sa tante, la comtesse de Châtillon, qui vendit aussitôt les terres du marquisat à Jacques de Genestet, seigneur de Séneujhol, dont la descendance reprit le nom et les titres des Nérestang.

## Armes
Les armes étaient initialement : d'or, à trois bandes de gueules. Celles de Philibert de Nérestang sont d'azur à trois bandes d'or.
Henri IV permit à Philibert de Nerestang d'ajouter, à la bande du milieu, trois étoiles fixes du champ pour être un monument perpétuel de sa fidélité et de celle de ses ancêtres, dont aucun n'avait porté les armes contre son roi.

C'est à l'occasion de cette marque de bonté du Souverain que le marquis de Nérestang changea l'ancienne devise de sa maison, Nec nimis, nec minus (Pas trop, pas moins) en celle de Stellæ manente in ordine (Étoiles dans l'ordre).